# Tsuki (chanson)
Singles de Namie Amuro
Big Boys Cry / Beautiful
(2013) Brighter Day
(2014)
Tsuki est le 39e single régulier de Namie Amuro sorti sur le label Avex Trax, ou le 41e en comptant les deux sortis sur le label Toshiba-EMI.
Il arrive 3e à l'Oricon. Il se vend à 42 021 exemplaires la première semaine et reste classé 14 semaines pour un total de 67 293 exemplaires vendus durant cette période.
Tsuki a été utilisée comme thème musical pour le film Dakishimetai -Shinjitsu no Monogatari-; Neonlight Lipstick a été utilisée comme thème musical pour la publicité ESPRIQUE de Kose et Ballerina a été utilisée comme musique promotionnelle pour GUCCI×Vogue.

## Liste des titres
| 1. | Tsuki                             |  |
| 2. | Neonlight Lipstick                |  |
| 3. | Ballerina                         |  |
| 4. | Tsuki (Instrumental)              |  |
| 5. | Neonlight Lipstick (Instrumental) |  |
| 6. | Ballerina (Instrumental)          |  |

| 1. | Tsuki (Clip vidéo)              |  |
| 2. | Neonlight Lipstick (Clip vidéo) |  |
| 3. | Ballerina (Clip vidéo)          |  |